# 熊本県道324号小枝深水線
熊本県道324号小枝深水線（くまもとけんどう324ごう こえだふかみせん）は、熊本県球磨郡あさぎり町から球磨郡相良村に至る一般県道である。

## 概要

### 路線データ
- 起点：熊本県球磨郡あさぎり町深田西（熊本県道33号人吉水上線・熊本県道48号多良木相良線交点）
- 終点：熊本県球磨郡相良村大字深水（国道445号交点）

## 地理

### 通過する自治体
- 球磨郡あさぎり町
- 球磨郡相良村
- 球磨郡錦町
- 球磨郡相良村

### 交差する道路
| 交差する道路                                    | 市町村名 | 市町村名   | 交差する場所 | 交差する場所 |
| ----------------------------------------------- | -------- | ---------- | ------------ | ------------ |
| 熊本県道33号人吉水上線 熊本県道48号多良木相良線 | 球磨郡   | あさぎり町 | 深田西       | 起点         |
| 国道445号                                       | 球磨郡   | 相良村     | 大字深水     | 終点         |

### 沿線
- 球磨川
- あさぎり町役場 深田支所
- 人吉農芸学院
- 相良村役場